# Карагайлы (Алматинская область)
Карагайлы (каз. Қарағайлы, до 1992 г. — Чапаево) — село в Карасайском районе Алматинской области Казахстана. Бывший административный центр Карагайлинского сельского округа. Код КАТО — 195243100. В августе 2014 года село было включено в состав Наурызбайского района Алма-Аты.

## Население
В 1999 году население села составляло 5606 человек (2764 мужчины и 2842 женщины). По данным переписи 2009 года, в селе проживали 9643 человека (4697 мужчин и 4946 женщин).